# Disney Explorers Lodge
Le Disney Explorers Lodge est l'un des trois hôtels du Hong Kong Disneyland Resort, ouvert en avril 2017.
Le 17 février 2017, le Hong Kong Disneyland Resort annonce l'ouverture du Disney Explorers Lodge pour le 30 avril 2017, confirmation faite le 21 avril avec les détails de l'offre.

## Le Thème
L'hôtel adopte le thème de l'aventure et de l'exploration, associé à Adventureland. Comme cela se produit souvent pour les hôtels Disney, le Disney Explorers Lodge a une histoire : En 1920, quatre explorateurs ont construit un hôtel pour montrer l'artisanat et rassembler des spécimens qu'ils ont ramenés du monde entier. 

## Les Bâtiments
Le bâtiment s'organise en 4 ailes de 7 étages autour d'un noyau central accueillant les restaurants.

## Les Services de l'Hôtel

### Les Chambres
L'hôtel compte 750 chambres réparties dans les 4 ailes du bâtiment.
- Standard Room est une chambre avec vue sur le jardin ou la mer pour 291 €.
- Deluxe Room est une chambre avec vue sur le jardin ou la mer pour 305 €.
- Premium Room est une chambre avec vue sur le jardin ou la mer pour 318 €.
- Sea View Room est une chambre avec vue sur la mer pour 331 €.

### Les Restaurants et Bars
Les différents restaurants sont situés dans le corps central de l'hôtel :
- Chart Room Cafe est un bar suggérant des cafés spécialisés, des petits déjeuners, et du fast-food (salades, sandwichs et pâtes sur mesure).
- Dragon Wind est un restaurant de service à table et à buffet. Les plats représentent les délices de la province et chinoise avec des styles culinaires et une disposition inspirée des Cinq Éléments.
- World of Color est un restaurant de service à table proposant des goûts des nouveaux et anciens mondes, des épices et des herbes, des cuisines anciennes et nouvelles avec des textures et des saveurs de la mer.

### Les Espaces de Loisirs
- Rain Drop Pool est une grande piscine située entre les deux ailes de l'hôtel et surplombant la mer de Chine méridionale.
- Themed Gardens est un ensemble de quatre jardins à thème unique bordant les quatre ailes de l'hôtel. Cet ensemble comprend[2] : 
  - Kevin Garden, le jardin sud-américain avec le thème de Là-haut (2009).
  - Little Squirt Garden, le jardin de l'Océanie avec le thème du Monde de Nemo (2003).
  - Hathi Jr. Garden, le jardin asiatique sur Le Livre de la jungle (1967).
  - Rafiki, le jardin de la Savane africaine sur Le Roi lion (1994).

Les explorateurs trouveront différentes animations qui sont associées aux noms des personnages auxquels ces jardins sont nommés.
- Recreation Arts & Crafts est une activité manuelle uniquement proposé à la clientèle de l'hôtel consistant à fabriquer un objet artisanal à la main.

### La Boutique
- The Trading Post est une boutique proposant des artefacts et des souvenirs célébrant le voyage et l'exploration.